# Coldstream (Kentucky)
Coldstream város az USA Kentucky államában, Jefferson megyében. Lakosainak száma 1295 fő (2020. április 1.).

## Népesség
A település népességének változása:
| Lakosok száma | 956  | 1100 | 1295 |
|               | 2000 | 2010 | 2020 |